# Estación Juan W. Gez
Juan W. Gez es una estación ferroviaria ubicada en el paraje rural del mismo nombre, Departamento Coronel Pringles, Provincia de San Luis, República Argentina.

## Servicios
No presta servicios de pasajeros. Sus vías están a cargo de la empresa estatal Trenes Argentinos Cargas, sin embargo no presta servicios a raíz de un corte de vías de 13 km en el ingreso a la ciudad de San Luis.

## Historia
En el año 1900 fue inaugurada la estación, por parte del Ferrocarril Buenos Aires al Pacífico, en el ramal de Retiro a Mendoza.